# Linköping
Linköping [lɪnɕø ː pɪŋ] là một thành phố ở miền nam Thụy Điển, với dân số 97.428 người tại thời điểm năm 2005. Nó là thủ phủ của đô thị Linköping với 140.367 dân (2007) và là thủ phủ của hạt Östergötland. Linköping là nơi đóng trụ sở của Giáo phận Linköping (Giáo hội Thụy Điển) và nổi tiếng với nhà thờ của mình.
Linköping là trung tâm của một vùng văn hóa cũ và tổ chức kỷ niệm 700 của nó vào năm 1987. Ngày nay Linköping được biết đến với các trường đại học và ngành công nghiệp công nghệ cao của nó. Kiến trúc nổi bật trung tâm thành phố là tháp chuông của nhà thờ.
Thành phố này nằm phía nam của hồ Roxen. Thành phố có một sân bay nhỏ, Sân bay Linköping.